# Луцій Фунісулан Веттоніан
Луцій Фунісулан Веттоніан (*Lucius Funisulanus Vettonianus, д/н —після 98) — військовий та державний діяч часів Римської імперії.

## Життєпис
Про його родину, дату та місце народження немає відомостей. У 62 році він як військовий трибун очолював Legio IV Scythica та підпорядковувався Луцію Юнію Цезенію Пету, який керував також Legio XII Fulminata. Ці війська зазнали поразки від парфян у битві при Рандеї. Разом з іншими потрапив в оточення. Після замирення разом із легіоном перебував у Зевгмі (Коммагена).
У 63 році стає квестором у провінції Сицилія. У 64 році призначається префектом ерарія Сатурна, а згодом претором. Після цього отримує посаду куратором Емілієвої дороги та куратором водопостачання Риму. У 78 році стає коснулом-суфектом.
У 80 році отримує посаду імператорського легата-пропретора у провінції Далмація, якою керував до 83 року. На цій посаді керував провінцією Паннонія у 84-85 роках, Верхньою Мезією — з 85 до 86 року. На останніх посадах багато зробив для охорони кордонів від нападу даків та підготовки до походу імператора Доміціана у Дакію. Тоді ж стає жерцем колегії Августулів та септемвірів епулонів.
У 90 році як проконсул очолив провінцію Африка. Помер близько 98 року у Римі.

## Родина
- Тіт Помпоній Маміліан Фунісулан Веттоніан, консул-суфект 100 року
- Фунісулана Веттула